# Jonathan Biss
Pour les articles homonymes, voir Biss.
Jonathan Biss (né le 18 septembre 1980) est un pianiste, professeur et écrivain américain basé à Philadelphie. Il est le co-directeur artistique (avec Mitsuko Uchida) du Marlboro Music Festival.